# Flato vaginale
L'espressione flato vaginale o flatus vaginalis viene usata per indicare un rumore vaginale tipicamente descritto come un suono molto debole, ma nel contempo molto simile a quello che si verifica in caso di flatulenza anale. Il flato vaginale è generalmente dovuto a
due tipi di fenomeni completamente differenti per natura.

## Origine fisica
Il primo è l'emissione rumorosa di aria dalla vagina che si può provare durante l'atto sessuale. In lingua francese e in lingua inglese esistono, per indicare il fenomeno, due termini che vengono usati senza particolari inflessioni volgari; essi sono rispettivamente pet vaginal e queef. Il nome è dovuto al fatto che il suono prodotto è simile a quello prodotto dalla normale flatulenza rettale. Durante l'attività sessuale, la penetrazione dell'organo genitale maschile in quello femminile può comprimere aria nella vagina e quando tale aria si espande, in seguito all'uscita del membro maschile, si può produrre un caratteristico rumore. 
Secondo alcuni autori durante il rapporto sessuale l'aria può essere letteralmente risucchiata dalla vagina, rimanere intrappolata nel fornice vaginale posteriore e, probabilmente in conseguenza di movimenti improvvisi, essere rilasciata producendo il tipico rumore.
Il flatus vaginale durante il coito, non ha significato clinico, per quanto potenzialmente disturbante, anche perché non ha natura soggettiva dipendendo sia dalla forma della vagina che del pene e dalla posizione assunta durante il coito. Può anche essere indotta autonomamente tramite contrazione del muscolo, conseguente contenimento d'aria e rilascio.

## Origine patologica
Nel secondo caso rappresenta la manifestazione clinica di una sopravvenuta soluzione di continuità anatomica tra il retto e la vagina a seguito di una lesione perforante le pareti dei due organi, conseguente da patologie di varia natura, definita fistola retto-vaginale.
Un lavoro del 1986 mise in evidenza come era piuttosto comune (circa l'11%) riscontrare la presenza di aria in vagina a seguito di esecuzione di una tomografia computerizzata in pazienti per altro normali, mentre una marcata distensione della vagina dovuta ad aria e visualizzazione su più di un'immagine veniva riscontrata solo in caso di fistola enterovaginale.

### Patogenesi
Il flatus vaginale rappresenta l'emissione di gas prodotti nel retto e passati in vagina per la lesione perforante i tessuti dei due organi.
La fistola retto-vaginale è causa del flatus ed è una complicanza rara delle malattie infiammatorie croniche intestinali, di traumi ostetrici, della chirurgia pelvica, della radioterapia e di traumi vari.

### Trattamento
Questa di solito si tratta con un approccio conservativo di tipo medico che prevede una diminuzione del transito fecale fino a risoluzione del quadro infiammatorio e completa cicatrizzazione della fistola legata al trauma chirurgico. 
Talvolta il flatus conseguenza di una fistola dovuta ad escissione di una ghiandola del Bartolini infiammata.
Nei casi più gravi specie se accompagnati da una mancata continenza esclusiva delle feci nel canale rettale, solo dopo mesi dal primo intervento, si ricorre ad un secondo intervento riparatorio con una colostomia provvisoria associata fino alla completa risoluzione del quadro infiammatorio della fistola retto-vaginale preesistente.
Se il disturbo è dovuto alla causa più comune, cioè alla emissione rumorosa di aria dalla vagina durante o subito dopo l'atto sessuale, gli esercizi per aumentare il tono del pavimento pelvico potrebbero essere utili per contrastare la penetrazione d'aria durante l'atto stesso e quindi prevenire il flato. 
Tali esercizi, più noti con il nome di esercizi di Kegel, consistono in contrazioni e rilassamenti ripetuti dei muscoli del pavimento pelvico, ed in particolare nel rafforzamento dei muscoli pubococcigei. 
La validità di tali esercizi è stata comprovata in donne affette da incontinenza urinaria e da prolasso rettale. La reale efficacia di tali esercizi nell'evenienza di flato vaginale necessita tuttavia di ulteriori conferme.